# Рајн (Џорџија)
Рајн (Џорџија) (енгл. Rhine) град је у америчкој савезној држави Џорџија. По попису становништва из 2010. у њему је живело 394 становника.

## Демографија
Према попису становништва из 2010. у граду је живело 394 становника, што је 28 (6,6%) становника мање него 2000. године.
| Група             | 2000.       | 2010.       |
| Белци             | 281 (66,6%) | 255 (64,7%) |
| Афроамериканци    | 136 (32,2%) | 118 (29,9%) |
| Азијати           | 0 (0,0%)    | 0 (0,0%)    |
| Хиспаноамериканци | 4 (0,9%)    | 19 (4,8%)   |
| Укупно            | 422         | 394         |